# Kokumin Quiz
National Quiz (国民クイズ, Kokumin Quiz) es un manga de comedia y seinen escrito por Sugimoto Reiichi y dibujado por Katou Shinkichi. El manga consta de 4 volúmenes tankobon y fue publicado en 1994 por Kodansha.

## Sinopsis
En un mundo donde Japón es una solitaria superpotencia del mundo, hay un programa concurso tremendamente popular llamado National Quiz (Concurso Nacional). Cada noche, personas con sueños de riqueza, fama, venganza o felicidad compiten en el programa, por la oportunidad de que les sea concedido un deseo, cualquiera que sea; National Quiz tiene el poder de hacer realidad tus más descabellados deseos. Y también tiene la habilidad de hacer de tu vida un infierno si es que pierdes. Ésta es la historia de K-i K-ichi (a.k.a prisionero KK47331), un exactor convertido en un fallido concursante de National Quiz y que a su vez se convirtió en el famosísimo presentador del programa, y de la gente y eventos que lo rodean